# 9442 Beiligong
9442 Beiligong è un asteroide della fascia principale. Scoperto nel 1997, presenta un'orbita caratterizzata da un semiasse maggiore pari a 2,5936775 au e da un'eccentricità di 0,1872390, inclinata di 14,13810° rispetto all'eclittica.